# Податок на прибуток підприємств
Податок на прибуток підприємств (ПнП) — це прямий податок, сплачуваний підприємствами з прибутку, одержаного від реалізації продукції (робіт, послуг), основних фондів, нематеріальних активів, цінних паперів, валютних цінностей, інших видів фінансових ресурсів та матеріальних цінностей, а також із прибутку від орендних операцій, роялті та від позареалізаційних операцій.

## Історія
Історія цивілізації свідчить, що в різні періоди розвитку суспільства вводились різноманітні податки. Спочатку податки існували у вигляді безсистемних платежів, що носили переважно натуральну форму. З 1898 року була введена система промислового податку за 4 класами місцевості та за розрядами підприємств. Був встановлений додатковий промисловий податок з капіталу і процентний збір з прибутків акціонерних та інших підприємств (0,15 % від суми основних фондів). У 1918 році податкова політика України складалась із 4-х прямих (поземельний податок, основний промисловий податок, податок на приріст прибутку, податок на нерухоме майно) та 4-х непрямих податків. Проте наповнення дохідної частини бюджету українського казначейства за рахунок прямих податків було дуже «незначним». Прибутковий податок зі споживчої кооперації та господарських органів громадських організацій був введений в 1923 році. Він сплачувався щоквартально із балансового прибутку за ставкою 35 % для споживчої кооперації й 25 % — для господарських органів громадських організацій.
В Україні система оподатковування прибутку підприємств характеризується частою зміною об'єкта оподатковування. Так, із 1991 року податок стягався з прибутку, у 1992 — з доходу, у 1993 роц і— спочатку з прибутку, а потім (із другого кварталу даного року) — знову з доходу. У 1994 році об'єктом оподатковування залишався дохід, а з 1995 — знову здійснений перехід до оподатковування прибутку.

## Використання податку на прибуток
За допомогою податку на прибуток можна регулювати такі процеси:
- вибір правової форми організації бізнесу;
- розподіл прибутку (на споживання чи накопичення);
- вибір методів фінансування інвестицій (самофінансування або залучення позичкових коштів);
- розподіл трудових та матеріальних ресурсів між окремими сферами господарської діяльності;
- розподіл та перерозподіл ВВП;
- регулювання темпів економічного зростання на макрорівні.

Податок на прибуток підприємств має значне фіскальне значення, чим відрізняється від аналогічних податків в економічно розвинутих країнах. Це обумовлено, перш за все, пропорціями в розподілі ВВП, які склалися історично: у централізовано-плановій економіці основну масу доходів бюджету становили надходження від державних підприємств і досить незначну — податки з населення, оскільки штучно стримувався фонд споживання і збільшувався фонд нагромадження.

## Ставки податку в Україні та в інших країнах
З 2011 по 2016 рік ставка податку на прибуток в Україні знизилась із 25 % до 18 % і сьогодні є однією із найнижчих серед країн ЄС. Зниження ставки податку, а також зміни в контингенті платників (їх кількості, галузевої та територіальної структури), кризова ситуація в економіці країни, зміни в податковому законодавстві внаслідок податкових реформ 2014—2016 років вплинули на реалізацію як фіскальної, так і регулюючої функції податку на прибуток підприємств.
Ключовою зміною механізму оподаткування прибутку в Україні стало запровадження нового принципу визначення податку на прибуток, який обчислюється виходячи із бухгалтерського фінансового результату (відповідно до національних П(С)БО або МСФЗ), та підлягає коригуванню на так звані податкові різниці.
Ставка 18 % є базовою ставкою для будь-якої діяльності згідно зі статтею 136 ПКУ, проте є винятки відповідно до статті 141 ПКУ, а саме:
- страхової діяльності, дохід (не прибуток) від якої оподатковується від за ставкою 0,3 %;
- виплати доходу нерезидентам та прирівняних до них осіб із джерелом походження такого доходу з України — за ставкою 0,4,6,12,15 % за рахунок нерезидента;
- виплати нерезидентам страхових платежів (тобто плати за страхування — внесків, премій) — у розмірі 0,12 %, та страхових виплат (тобто страхового відшкодування, яке виплачується при настанні страхового випадку) оподатковуються за ставкою у розмірі 0,4,12 % (в обох випадках за власний рахунок);
- букмекерської діяльності — дохід оподатковується за ставкою 10,18 %;
- діяльності із випуску та проведення лотерей — дохід оподатковується за ставкою 30 %.
У США податок на прибуток корпорацій стягується за шкалою: перші 50,0 тис. дол. — 15 %, за подальші 25,0 тис. дол. — 25 %, і лише на суму, що перевищує 75,0 тис. дол. — становить 40 %. Податковим періодом є рік. Але сплата здійснюється чотири рази на рік. У цьому разі застосовуються оціночні платежі. Суть їх полягає в тому, що підприємство попередньо оцінює можливі річні доходи, витрати та пільги й визначає мінімальну суму платежу. Ця сума сплачується до бюджету рівними частками до 12 квітня, 12 червня і 12 грудня поточного року.
У Великій Британії розмір податку на прибуток дорівнює 33 %. Але для малих підприємств застосовується зменшена ставка — 25 %. Причому малі підприємства визначаються за ознакою розміру отриманого прибутку. При визначенні прибутку до оподаткування від валових доходів віднімаються всі витрати, пов'язані з науково-дослідними роботами. Нафтодобувні підприємства, навпаки, крім податку за основною ставкою, вносять до бюджету ще 50 % доходу, який у них залишається. У більшості країн світу податок на прибуток корпорацій коливається в межах 20–30 %. Хоча останнім часом чітко спостерігається тенденція до зниження базової ставки.

## Основні нормативні акти в Україні
Податковий кодекс України містить окремий Розділ III «Податок на прибуток підприємств» (статті 133—142):
- стаття 133. Платники податку
- стаття 134. Об'єкт оподаткування
- стаття 135. База оподаткування
- стаття 136. Ставки податку
- стаття 137. Порядок обчислення податку на прибуток підприємств та сплати
- стаття 138. Різниці, які виникають при нарахуванні амортизації необоротних активів
- стаття 139. Різниці, що виникають при формуванні резервів (забезпечень)
- стаття 140. Різниці, які виникають при здійсненні фінансових операцій
- стаття 141. Особливості оподаткування окремих видів діяльності та операцій
- стаття 142. Звільнення від оподаткування

Пункт 44 підрозділу 4 розділу XX «Перехідні положення» ПКУ (щодо «пільгової» ставки оподаткування).
Крім того, питання трансфертного ціноутворення регулюється, зокрема, статтею 39 ПКУ та іншими нормативними актами КМУ, МФУ ДФС та ін.
Перелік країн, з якими Україною укладено угоди про уникнення подвійного оподаткування наведено у листі ДФС України від 02.01.2018 року № 78/7/99-99-01-02-02-17 (загальні норми щодо усунення подвійного оподаткування передбачено ст. 13 ПКУ. Одночасно у ст. 103 ПКУ міститься порядок застосування міжнародного договору України про уникнення подвійного оподаткування стосовно звільнення від оподаткування доходів нерезидентів із джерелом їх походження з України, а у підпунктах 141.4.9 та 170.11.2 ПКУ уточнено право зменшити суму річного податкового зобов'язання на суму податків, сплачених за кордоном, для юридичних та фізичних осіб — резидентів, відповідно);

### Додаткові матеріали
При врегулюванні питань із податку на прибуток (в тому числі міжнародного оподаткування, трансфертного ціноутворення тощо) можливо керуватись: - узагальнюючими податковими консультаціями (видаються Міністерством фінансів України);
- чинними індивідуальними податковими консультаціями (видаються обласними та центральними контролюючими органами);
- листами контролюючих органів (ДФС України, Офісу великих платників податків, обласних органах контролю тощо);
- статтями журналу «Вісник. Офіційно про податки»;
- судовою практикою Верховного Суду України/Верховного Суду та інших судових органів.